# 靈媒緝凶
《靈媒緝凶》（英語：Medium，港譯《鬼線人》）是一部根據真人真事所改編的超自然美國電視劇，內容是講述一名女靈媒利用她的超能力協助鳳凰城地方檢察官辦案的故事。
《靈媒緝凶》自2005年1月3日開始在國家廣播公司（NBC）連續播映了5季，然後在2009年9月25日轉至哥倫比亞廣播公司（CBS）播放第6季。並於2011年1月21日播放第7季的第13話，也就是本影集的最後一集而結束了此影集的連映。

## 劇情概要
故事由現實中的美國女靈媒，Allison DuBois，利用她的超能力協助美國執法部門緝兇。劇中由帕特里夏·阿奎特（Patricia Arquette）扮演Allison DuBois。Allison有三名女兒，並且擁有與逝者溝通、在夢中預見未來事件及觀察過去事件的天賦。當她開始為鳳凰城地區檢察官Manuel Devalos（Miguel Sandoval飾演）實習時，她的天賦開始出現。她所作的一個夢連繫到德克薩斯州一宗謀殺案，並且成功破案。Devalos和其他檢察官辦公室的人員，甚至Allison和她的丈夫Joe（Jake Weber飾演）也開始相信她真的擁有超能力。
Lee Scanlon探員（David Cubitt飾演）經常陪同Allison調查案件。另外Allison亦有時會協助德州遊騎兵（Texas Ranger Division）的Kenneth Push隊長（Arliss Howard）。在第四季時，AmeriTips的私人偵探Cynthia Keener（Anjelica Huston）僱傭了Allison查案。後來Allison發現Cynthia有一個失蹤了的女兒，並在夢中見到她已被殺。Cynthia於是謀殺了殺害她女兒的兇手，並被判處監禁。第五季季末，Allison發現她腦部有腫瘤，但為了阻止她家人在未來遭到殘忍謀殺，她冒險推遲這個會阻止她破案的手術。儘管她的手術成功移除絕大部份腫瘤，但是Allison卻陷於長期昏迷之中。
在第六季時，Allison從昏迷中甦醒，並且逐漸回復原本的超能力。同時她的長女Ariel被鬼魂佔去身體，後來在Allison的協助才解決。Allison亦回復她在地方檢察廳的工作，不過手術後的副作用卻影響著她的夢境。季末時，Allison的腫瘤再度成為一個問題，Allison驚險之下由死復生，並慶祝了Lee的婚禮。第七季開始，由於Allison與Joe都想重返校園學習，引起了他們之間的不和，不過後來二人和好。Allison同時要處理Lee兄弟的鬼魂，因為他在引導Lee走向歪路。季末時，Joe乘機時空難，據稱沒有任何倖存者。7年後，Allison發現Joe原來生還，不過失憶了，並被沖上墨西哥的海岸。Joe變為一名毒販，Allison破壞規矩並與Joe團圓。然而，二人團聚一刻時Allison從夢中醒來，返回現在，發現原來只是Joe的鬼魂向她發出一個夢境，提醒她可以在沒有他的情況下活得很好，只是因為Allison的情感過深才製造了一個Joe生還的另一現實。Joe的鬼魂離開了她，留下Allison一人痛哭。情節快轉到41年後，一連串的相片展現了Allison的生活。當Allison聽畢她孫女的留言後，她坐下來並死在椅子上。死亡時，她與Joe重聚。

## 演員與角色
| 演員                             | 角色                    | 粵語配音 (TVB)                            | 季度 | 季度 | 季度 | 季度 | 季度 | 季度 | 季度 | 演出 集數 |
| 演員                             | 角色                    | 粵語配音 (TVB)                            | 1    | 2    | 3    | 4    | 5    | 6    | 7    | 演出 集數 |
| -------------------------------- | ----------------------- | ----------------------------------------- | ---- | ---- | ---- | ---- | ---- | ---- | ---- | --------- |
| 帕特里夏·阿奎特                  | 杜愛麗 Allison DuBois   | 黃玉娟                                    | 主演 | 主演 | 主演 | 主演 | 主演 | 主演 | 主演 | 130       |
| 傑克·韋伯 Jake Weber             | 杜祖 Joe DuBois         | 招世亮                                    | 主演 | 主演 | 主演 | 主演 | 主演 | 主演 | 主演 | 130       |
| 米格爾·桑多瓦爾 Miguel Sandoval  | 戴文立 Manuel Devalos   | 源家祥(S.1-3) 黃子敬(S.4-7)               | 主演 | 主演 | 主演 | 主演 | 主演 | 主演 | 主演 | 121       |
| 蘇菲亞·瓦希麗娃 Sofia Vassilieva | 杜雅莉 Ariel DuBois     | 林雅婷(S.1-2) 陳凱婷(S.3-5) 陳琴雲(S.6-7) | 主演 | 主演 | 主演 | 主演 | 主演 | 主演 | 主演 | 116       |
| 瑪利亞·拉克 Maria Lark           | 杜碧芝 Bridgette DuBois | 何璐怡                                    | 主演 | 主演 | 主演 | 主演 | 主演 | 主演 | 主演 | 125       |
| 大衛·邱比特 David Cubitt         | 施利賢 Lee Scanlon      | 雷霆(S.1-2,4-7) 翟耀輝(S.3)               | 常規 | 主演 | 主演 | 主演 | 主演 | 主演 | 主演 | 112       |

| 演員                                                          | 角色                             | 身分                   | 備註             | 演出季別      |
| ------------------------------------------------------------- | -------------------------------- | ---------------------- | ---------------- | ------------- |
| 派翠西亞·阿奎特 Patricia Arquette                             | 愛莉森·杜柏瓦 Allison DuBois     | 靈媒                   | 主要人物         | 第1季 - 第7季 |
| 傑克·韋伯 Jake Weber                                          | 喬·杜柏瓦 Joe DuBois             | 愛莉森的老公           | 工程師           | 第1季 - 第7季 |
| 蘇菲亞·瓦西莉法 Sofia Vassilieva                              | 愛麗兒·杜柏瓦 Ariel DuBois       | 大女兒                 |                  | 第1季 - 第7季 |
| 瑪麗亞·拉克 Maria Lark                                        | 布莉姬·杜柏瓦 Bridgette DuBois   | 二女兒                 |                  | 第1季 - 第7季 |
| 梅迪森·卡拉貝洛 米蘭達·卡拉貝洛 Madison and Miranda Carabello | 瑪麗·杜柏瓦 Marie DuBois         | 小女兒                 |                  | 第1季 - 第7季 |
| 米格爾·山德瓦 Miguel Sandoval                                 | 曼努爾·帝弗洛斯 Manuel Devalos   | 愛莉森的上司           | 鳳凰城地方檢察官 | 第1季 - 第7季 |
| 大衛·邱比特 David Cubitt                                      | 李·史坎隆 Lee Scanlon            | 警探                   | 愛莉森的同事     | 第1季 - 第7季 |
| 蒂娜·帝約瑟夫 Tina DiJoseph                                   | 琳恩·狄諾維 Lynn DiNovi          | 市長聯絡人，後為副市長 | 李的女友         | 第1季 - 第7季 |
| 萊恩·赫斯特 Ryan Hurst                                        | 麥可·班瓦 Michael "Lucky" Benoit | 愛莉森的弟弟           |                  | 第1季 -第3第  |
| 亞里斯·霍華 Arliss Howard                                     | 肯尼斯·浦旭 Kenneth Push         | 德州特警隊長           |                  | 第1季 -第3季  |
| 荷莉絲頓·考嫚 Holliston Coleman                               | 漢娜 Hannah                      | 愛麗兒的好友           |                  | 第1季 - 第6季 |
| 布魯斯·葛瑞 Bruce Gray                                        | 杜柏瓦先生 Mr. Dubois            | 喬的父親 (死亡)        | 鬼魂             | 第1季 - 第7季 |
| 凱西·貝克 Kathy Baker                                         | 杜柏瓦太太 Mrs. Dubois           | 喬的母親               |                  | 第1季 - 第7季 |
| 寇特伍德·史密斯 Kurtwood Smith                                | 艾德華·庫柏 Edward Cooper        | 聯邦調查局探員 (死亡)  | 鬼魂             | 第3季 - 第5季 |
| 約翰·普洛斯基 John Prosky                                     | 湯姆·凡·戴克 Tom Van Dyke        | 前任地方檢察官 (死亡)  | 曼努爾的競爭對手 | 第3季 - 第4季 |
| 安潔莉卡·休斯頓 Anjelica Huston                               | 辛西雅·基納 Cynthia Keener       | 愛莉森的雇主           | 私家偵探         | 第4季 - 第5季 |
| 安娜瑪麗·基諾耶 Annamarie Kenoyer                             | 艾希莉·懷塔克 Ashley Whitaker    | 愛麗兒的朋友           |                  | 第5季 - 第6季 |

## 收視率

### 美國收視率
美國收視率是指《靈媒緝凶》的每季平均收視率（根據當季每一集播出時的總收視人口數平均而得）。
| 季別 | 播放電視網 | 播放時段       | 該季始播日     | 該季完結日    | 集數 | 電視季別    | 排名 | 收視人口數 (百萬) |
| ---- | ---------- | -------------- | -------------- | ------------- | ---- | ----------- | ---- | ----------------- |
| 1    | NBC        | 星期一晚間10點 | 2005年1月3日   | 2005年5月23日 | 16   | 2004–2005年 | 19   | 13.9              |
| 2    | NBC        | 星期一晚間10點 | 2005年9月19日  | 2006年5月22日 | 22   | 2005–2006年 | 31   | 11.2              |
| 3    | NBC        | 星期三晚間10點 | 2006年11月15日 | 2007年5月16日 | 22   | 2006–2007年 | 51   | 8.3               |
| 4    | NBC        | 星期一晚間10點 | 2008年1月7日   | 2008年5月12日 | 16   | 2007–2008年 | 41   | 10.5              |
| 5    | NBC        | 星期一晚間10點 | 2009年2月2日   | 2009年6月1日  | 19   | 2008–2009年 | 61   | 8.5               |
| 6    | CBS        | 星期五晚間9點  | 2009年9月25日  | 2010年5月21日 | 22   | 2009–2010年 | 53   | 7.79              |
| 7    | CBS        | 星期五晚間8點  | 2010年9月24日  | 2011年1月21日 | 13   | 2010–2011年 | 57   | 7.8               |

## 外部連結
- （英文） 哥倫比亞廣播公司（CBS）官方网站
- （英文） 國家廣播公司（NBC）官方网站
- （英文） AllMovie上《靈媒緝凶》的资料（英文）
- （英文） 互联网电影数据库（IMDb）上《靈媒緝凶》的资料（英文）
- （英文） TV.com上《靈媒緝兇》 （页面存档备份，存于）的資料